# Spirit of Tasmania V
Lo Spirit of Tasmania V è un traghetto appartenente alla compagnia di navigazione TT-Line Company.

## Servizio
Il traghetto è stato ordinato il 21 aprile 2021 dalla TT-Line Company al cantiere navale finlandese Rauma Marine Constructions Oy di Rauma, nel quale viene varato il 22 luglio 2024 con il nome di Spirit of Tasmania V.
Il 1° novembre 2024, durante le operazioni di carico di alcune attrezzature a bordo del traghetto con condizioni meteo avverse, il traghetto subisce un guasto.
Il 26 giugno 2025 viene consegnato alla TT-Line, in attesa di prendere servizio nei collegamenti tra Devonport e Geelong in sostituzione dello Spirit of Tasmania II.

## Navi gemelle
- Spirit of Tasmania IV